# Bertrand Bouvier
Bertrand Hermann Bouvier (Zurigo, 6 novembre 1929 – Ginevra, 3 gennaio 2025) è stato un traduttore, grecista e scrittore svizzero di lingua francese.

## Biografia
Figlio di André Bouvier, pastore, nipote di Bernard Bouvier, editore di Amiel, professore di lettere francesi all'Università di Ginevra, della quale fu il rettore dal 1906 al 1908, e presidente dell'Institut national genevois dal 1931 al 1941, cugino dello scrittore Nicolas Bouvier, Bertrand Bouvier studiò lettere classiche e lingue moderne all'Università di Ginevra, dove ottenne una Laurea nel 1952 e un dottorato di ricerca nel 1974 e dove fino al 1995 fu docente di greco moderno.
Fu membro di numerose accademie, tra cui la Société d'Histoire et d'Archéologie di Ginevra, di cui fu presidente dal 1981 al 1983, l'Istituto siciliano di studi bizantini e neoellenici, l'Accademia di Atene.

## Principali aree di interesse
Bouvier studiò in particolare la letteratura e la musica popolare greche moderne; in quest'ambito pubblicò traduzioni di autori greci moderni in francese, curò l'edizione delle odi di Andreas Kalvos La Lira e tradusse in greco moderno poemi di Nicolas Bouvier. Insieme a François Bovon e Frédéric Amsler pubblicò, sulla base di un manoscritto da poco ritrovato sul Monte Athos, una nuova edizione, nella serie dei Vangeli apocrifi del Corpus Christianorum, degli Atti di Filippo .

## Riconoscimenti
- 1998 Membro corrispondente dell'Accademia di Atene[11].
- 2008 Laurea honoris causa dell'Università di Cipro[12][13].
- 2016 Laurea honoris causa dell'Università di Salonicco[14].

## Opere principali
- Demotika tragoudia apo cheirōgrapho tes monēs ton Ibēron, Athena, Institut francais d'Athenes, 1960
- Volkslieder aus einer Athos-Handschrift des 17. Jahrhunderts, Berlin, Akademie-Verlag, 1960.
- Le Mirologue de la Vierge: chansons et poèmes grecs sur la Passion du Christ, Institut Suisse de Rome, 1976
- Introduzione, edizione, traduzione in greco moderno e studio critico di: Jacovaky Rizo Néroulos  Analyse raisonnée de l'ouvrage intitulé "Charte Turque" [con Anastasia Danaé Lazaridou], Atene, Morfotikō Idrima Ethnikis Trapēzis, 2013 ISBN 978-960-250-559-5.
- K. Polychroniadis, Plaidoyers pour la Grèce insurgée en 1821. Un intellectuel au service de l'Indépendance grecque (con Matteo Campagnolo, Nikos Nikoloudis e Irini Sarioglou) , Elliniko Idrima Istorikon Meleton (Hellenic History Foundation), 2021, ISBN 978-960-9789-12-7